# Mateo de Toro Zambrano
Mateo de Toro Zambrano y Ureta, chiamato anche Mateo de Toro y Zambrano, primo conte de la Conquista (Santiago del Cile, 20 settembre 1727 – Santiago del Cile, 26 febbraio 1811), è stato un generale spagnolo.
Fu un creolo cileno che ebbe una carriera militare all'interno dell'esercito dell'impero spagnolo.

## Biografia
Nel 1810, essendo il più anziano militare facente parte della Capitaneria generale del Cile e Governatore Reale del Cile, fu chiamato ad incontrare i rappresentanti cittadini il 18 settembre 1810. In seguito queste persone nominarono una junta simile alle altre visibili nelle colonie spagnole ribelli, atto che si fa solitamente coincidere con l'inizio dell'indipendenza del Cile. Toro Zambrano fu nominato presidente della prima junta di governo, ma la morte avvenuta l'anno successivo (era già ottantatreenne) gli impedì di avere un ruolo più importante nel processo indipendentista. Morì a Santiago del Cile il 26 febbraio 1811.